# 이스파한
이스파한(영어: Isfahan 또는 Esfahān, 페르시아어: اصفهان 에스파헌)은 테헤란 남방 420km 이란고원 위의 교통의 요지에 있는 미려한 도시이다. 인구는 약 200만 명으로 이란에서 세 번째로 큰 도시이며 광역권을 포함하면 약 398만 명으로 두 번째로 큰 광역도시권이다.
이 도시의 존재는 아케메네스 왕조 시대로 거슬러 올라가며, 10세기에는 이미 이스파한이란 이름으로 불리고 있었다. 이슬람 이후에는 특히 상업도시로서 번영, 칭기스 칸, 티무르에게 약탈을 당하기도 했다.
아바스 1세에 의하여 사파비 왕조의 수도로 선정되고 나서부터 크게 번영했다. 1597년 수도를 카즈빈에서 이스파한으로 옮기며 건축가와 공예인을 모아 세계에서 가장 아름다운 도시로 만들 야심으로 지은 곳으로 '이스파한은 세계의 절반'이라는 이란 속담으로까지 남을 정도로 찬사를 받았고, 오늘날까지 그 아름다움이 인정되며 유적이 잘 보존된 도시이다. 세계의 3대 광장의 하나인 '제왕광장(오늘날 이맘 광장)'이 있다. 이스파한의 모스크인 '마스제데 자메(금요일의 모스크라는 뜻)'은 그 역사적 가치를 인정받아 「이스파한의 마스제데 」2012년 유네스코 세계문화유산으로 등재되었다.

## 인구
| 연도    | 인구    | ±% p.a. |
| ------- | ------- | ------- |
| 1870    | 60,000  | —       |
| 1890    | 90,000  | +2.05%  |
| 1900    | 100,000 | +1.06%  |
| 1920    | 80,000  | −1.11%  |
| 1933    | 100,100 | +1.74%  |
| source: |         |         |

## 기후
| 이스파한의 기후                                                        | 이스파한의 기후 | 이스파한의 기후 | 이스파한의 기후 | 이스파한의 기후 | 이스파한의 기후 | 이스파한의 기후 | 이스파한의 기후 | 이스파한의 기후 | 이스파한의 기후 | 이스파한의 기후 | 이스파한의 기후 | 이스파한의 기후 | 이스파한의 기후 |
| 월                                                                     | 1월             | 2월             | 3월             | 4월             | 5월             | 6월             | 7월             | 8월             | 9월             | 10월            | 11월            | 12월            | 연간            |
| ---------------------------------------------------------------------- | --------------- | --------------- | --------------- | --------------- | --------------- | --------------- | --------------- | --------------- | --------------- | --------------- | --------------- | --------------- | --------------- |
| 역대 최고 기온 °C (°F)                                                 | 20.8 (69.4)     | 25.0 (77.0)     | 30.0 (86.0)     | 32.6 (90.7)     | 38.5 (101.3)    | 42.1 (107.8)    | 44.6 (112.3)    | 43.8 (110.8)    | 39.2 (102.6)    | 34.0 (93.2)     | 27.5 (81.5)     | 23.4 (74.1)     | 44.6 (112.3)    |
| 일평균 최고 기온 °C (°F)                                               | 10.0 (50.0)     | 13.6 (56.5)     | 18.0 (64.4)     | 23.4 (74.1)     | 29.2 (84.6)     | 35.2 (95.4)     | 37.6 (99.7)     | 36.2 (97.2)     | 32.4 (90.3)     | 25.8 (78.4)     | 17.1 (62.8)     | 11.7 (53.1)     | 24.2 (75.5)     |
| 일일 평균 기온 °C (°F)                                                 | 3.4 (38.1)      | 6.8 (44.2)      | 11.4 (52.5)     | 16.8 (62.2)     | 22.3 (72.1)     | 27.9 (82.2)     | 30.3 (86.5)     | 28.5 (83.3)     | 24.4 (75.9)     | 17.9 (64.2)     | 9.9 (49.8)      | 4.9 (40.8)      | 17.0 (62.7)     |
| 일평균 최저 기온 °C (°F)                                               | −2.8 (27.0)     | −0.1 (31.8)     | 4.6 (40.3)      | 9.7 (49.5)      | 14.5 (58.1)     | 19.2 (66.6)     | 21.7 (71.1)     | 19.5 (67.1)     | 15.3 (59.5)     | 9.6 (49.3)      | 3.1 (37.6)      | −1.1 (30.0)     | 9.4 (49.0)      |
| 역대 최저 기온 °C (°F)                                                 | −19.4 (−2.9)    | −12.2 (10.0)    | −8.3 (17.1)     | −4.0 (24.8)     | 4.5 (40.1)      | 10.0 (50.0)     | 13.0 (55.4)     | 11.0 (51.8)     | 5.0 (41.0)      | 0.0 (32.0)      | −8.0 (17.6)     | −13.0 (8.6)     | −19.4 (−2.9)    |
| 평균 강수량 mm (인치)                                                  | 20.2 (0.80)     | 15.9 (0.63)     | 27.1 (1.07)     | 20.8 (0.82)     | 9.4 (0.37)      | 1.7 (0.07)      | 0.7 (0.03)      | 0.3 (0.01)      | 0.1 (0.00)      | 3.2 (0.13)      | 18.2 (0.72)     | 18.2 (0.72)     | 135.8 (5.37)    |
| 평균 강설량 cm (인치)                                                  | 7.7 (3.0)       | 0.3 (0.1)       | 0.1 (0.0)       | 0.0 (0.0)       | 0.0 (0.0)       | 0.0 (0.0)       | 0.0 (0.0)       | 0.0 (0.0)       | 0.0 (0.0)       | 0.0 (0.0)       | 0.1 (0.0)       | 2.4 (0.9)       | 10.6 (4)        |
| 평균 강수일수 (≥ 1.0 mm)                                               | 3.6             | 2.7             | 3.8             | 3.6             | 1.6             | 0.3             | 0.1             | 0.1             | 0.0             | 0.7             | 2.6             | 3.2             | 22.3            |
| 평균 강설일수                                                          | 2.1             | 0.1             | 0.4             | 0.1             | 0.0             | 0.0             | 0.0             | 0.0             | 0.0             | 0.0             | 0.0             | 0.7             | 3.4             |
| 평균 상대 습도 (%)                                                     | 56              | 43              | 37              | 35              | 29              | 19              | 19              | 20              | 22              | 33              | 48              | 59              | 35              |
| 평균 월간 일조시간                                                     | 210             | 228             | 255             | 262             | 317             | 358             | 356             | 358             | 322             | 286             | 217             | 199             | 3,368           |
| 출처 1: 미국 해양대기청 (평년값: 1991년~2020년, 강설량: 1981년~2010년) |                 |                 |                 |                 |                 |                 |                 |                 |                 |                 |                 |                 |                 |
| 출처 2: 이란 기상기구 (극값: 1951년~현재)                              |                 |                 |                 |                 |                 |                 |                 |                 |                 |                 |                 |                 |                 |

## 자매도시
- 중국 시안시 (1989년 5월 7일)
- 말레이시아 쿠알라룸푸르 (1997년 6월 23일)
- 독일 프라이부르크 (1997년 10월 28일)
- 이탈리아 피렌체 (1998년 9월 13일)
- 루마니아 이아시 (1999년 5월 10일)
- 스페인 바르셀로나 (2000년 1월 14일)
- 아르메니아 예레반 (2000년 4월 27일)
- 쿠웨이트 쿠웨이트시티 (2000년 6월 19일)
- 쿠바 아바나 (2001년 3월 8일)
- 파키스탄 라호르 (2004년 7월 22일)
- 러시아 상트 페테르부르크 (2004년 11월 10일)
- 한국 경주 (2017년)